# 죽강

죽강(竹網, 영어: bamboo network) 또는 중문연방(中文聯邦, 영어: Chinese Commonwealth)은 동남아시아의 화교들의 (좁은 의미는 테오츄와 호클로) 비즈니스 네트워크이다. 동남아시아 화교들은 동남아 경제의 지배적 소수가 되어 많은 기업을 경영하고 있으며, 동남아 경제의 70%를 장악하고 있다.
말레이시아, 인도네시아, 싱가포르, 태국, 베트남, 필리핀, 미얀마 등 동남아시아의 화교 비즈니스 커뮤니티와 중화권(중국 본토, 홍콩, 마카오, 대만) 경제를 연결한다. 동남아시아의 화교 기업은 일반적으로 중앙집권적인 관료적 방식으로 가족 기업으로 관리된다. 뉴욕 리뷰 오브 북스(The New York Review of Books)의 기사에서 인도 평론가 판카이 미슈라(Pankaj Mishra)는 이를 "일본을 제외한 아시아 최대의 경제 세력"이라고 불렀다.

## 구조
동남아시아의 화교 기업은 일반적으로 가족이 소유하고 중앙집권적인 관료제를 통해 관리된다. 기업은 일반적으로 가족 기업으로 관리되어 한 세대에서 다음 세대로 계승됨에 따라 프런트 오피스 거래 비용을 낮춘다. 이러한 회사 중 대부분은 일반적으로 중소기업으로 운영된다.
대나무 네트워크는 또한 초국가적이다. 즉, 자본, 정보, 상품 및 서비스의 이동 경로를 통해 가족 운영 기업이 체결한 공식 계약과 거래 간의 상대적인 유연성과 효율성을 높일 수 있다. 비즈니스 관계는 비즈니스 성공의 요소로서 개인적인 관계를 육성하는 것을 의미하는 중국어 용어인 관시의 유교 패러다임을 기반으로 한다.
대나무 네트워크의 사업 활동의 대부분은 만달레이, 자카르타, 싱가포르, 방콕, 쿠알라룸푸르, 호치민시, 프놈펜, 비엔티안, 마닐라와 같은 지역의 주요 도시에 집중되어 있다.

## 역사
동남아시아에서 중국 상인과 상인의 상업적 영향력은 적어도 서기 3세기로 거슬러 올라간다. 당시 한나라 정부는 공식 사절단을 남해 국가에 파견했다. 독특하고 안정적인 화교 공동체는 17세기 중반 인도네시아, 태국, 베트남의 주요 항구 도시에 걸쳐 동남아시아의 특징이 되었다. 1500여년 전, 중국 상인들은 무역 기회와 부를 찾아 동남아시아를 향해 남쪽으로 항해하기 시작했다. 이 지역은 난양(Nanyang) 또는 남해(Southern Seas)로 알려졌다. 중국을 떠난 사람들 중 상당수는 주로 광둥, 푸젠, 하이난으로 알려진 중국 남부 해안 지역의 조상을 추적하는 호키엔족, 테오추족, 광둥족, 하카족, 하이난족으로 구성된 남부 한족이었다. 대규모 이주 기간에는 중국인의 물결이 동남아시아로 유입될 것이다. 이어지는 중국 왕조 전반에 걸친 불안과 주기적인 격변은 수세기에 걸쳐 더 많은 이주를 조장했다. 1400년대 초, 명나라 영락제의 정허(鄭河) 제독은 명나라의 보물 항해 중에 300척의 함대를 이끌고 동남아시아를 순회했다.
1500년 이래로 동남아시아는 중국 이민자들을 끌어들이는 곳이었으며, 중국 이민자들은 수많은 산업에 걸쳐 정교하게 다양한 경제 활동 스펙트럼을 포괄하는 대나무 네트워크를 전략적으로 개발했다. 중국인은 17세기 중반까지 인도인 구자라트인, 체티아르인, 포르투갈인, 일본인을 포함한 많은 사람들 가운데 하나의 상업적 소수자였다. 그 후, 인도양에서 영국과 네덜란드의 경쟁 무역 네트워크가 손상되면서 진취적인 중국인이 1630년대 일본인이 맡았던 역할을 대신하게 되었다. 동남아시아의 화교 인구는 1949년 중국 남북 전쟁에서 공산주의가 승리한 이후 급격한 증가를 보였으며, 이로 인해 많은 난민이 중국 밖으로 이주하게 되었고 이로 인해 화교 대나무 네트워크가 급속히 확장되었다.

## 같이 보기
- 세계화상대회(世界華商大會)
- 화상 (화교)
- 차이나타운